# Charleston (West Virginia)
Charleston, das an der Einmündung des Elk River in den Kanawha River liegt, ist seit dem Jahr 1885 die Hauptstadt West Virginias, des 35. Bundesstaats der Vereinigten Staaten. Gleichzeitig ist es die größte Stadt in West Virginia. Das U.S. Census Bureau hat bei der Volkszählung 2020 eine Einwohnerzahl von 48.864 ermittelt.

## Geschichte

### Die Anfänge
Nach dem Amerikanischen Unabhängigkeitskrieg zogen Pioniere aus bestehenden Siedlungen langsam in den Westen des Staates Virginia, des heutigen West Virginia. Das Gebiet um das heutige Charleston war wegen seiner vielen Bodenschätze und Rohstoffe von besonderer Bedeutung. Die Stadtgeschichte begann, als 1774 die Familie Bullitt 505 Hektar Land an der Mündung des Elk River erhielt. 1786 wurde dieses Land an den Colonel George Clendenin verkauft, der mit seinen Virginia Rangers das Fort Lee errichtete, die erste dauerhafte Ansiedlung in diesem Landstrich. Sechs Jahre später wurde Charleston gegründet, das nach Clendenins Vater Charles benannt wurde. 1794 lebten auf einer Fläche von 16 Hektar 35 Menschen in sieben Häusern.

### Industrielles Wachstum
Anfang des 19. Jahrhunderts wurden Salzvorkommen entlang des Kanawha River entdeckt und rasch erschlossen; 1808 wurden täglich 1250 Pfund Salz gefördert. Bald wurden die Kanawha Salines bei Charleston zum größten Salzproduzenten weltweit. Als Captain James Wilson 1815 nach Salz bohrte, stieß er auf ein großes Erdgasvorkommen. 1817 wurde zudem Kohle entdeckt, die zunächst nur als Energiequelle für die Salzherstellung diente. Nach 1861 nahm die Bedeutung der Salzindustrie in Kanawha ab.

### Politische Entwicklung
Charleston wuchs rasch bis zum Beginn des Sezessionskrieges 1861. Im Bürgerkrieg spaltete sich Virginia von den Nordstaaten (Union) ab. Die Stadt Charleston war politisch geteilt zwischen Anhängern der Union und der Südstaaten (Konföderation). Am 13. September 1862 siegten die Truppen der Konföderation in der Schlacht von Charleston, konnten die Stadt aber nur kurz besetzt halten. Die Unionsarmee eroberte Charleston sechs Wochen später zurück und hielt die Kontrolle über die Stadt sowie große Teile des westlichen Virginia bis zum Ende des Krieges. Am 20. Juni 1863 erklärte Präsident Abraham Lincoln die Rückkehr des von Unionstruppen besetzten nordwestlichen Teils Virginias in die Vereinigten Staaten. Unter dem Namen West Virginia wurde diese Region zum 35. Staat der USA. Als Grund für die Abspaltung wird häufig die Sklaverei genannt, wahrscheinlich war das Motiv jedoch eher ökonomischer Natur. Die Industrie im Norden der USA, insbesondere die Stahlindustrie in Ohio, hing von Kohlelieferungen aus West Virginias Minen ab. Dies begründet das starke militärische Engagement der Vereinigten Staaten in dieser Region. Bereits zu Beginn des Sezessionskrieges wurden massiv Truppen aus Ohio in die Kohlegebiete Virginias verlegt, um den Kohlenachschub sicherzustellen.
Einige Jahre lang konnte sich der junge neue Staat West Virginia nicht auf eine Hauptstadt einigen. So wechselten sich Wheeling und Charleston in dieser Rolle zunächst ab. Erst 1877 kürte ein Volksentscheid Charleston zur einzigen Hauptstadt.

### Stadtentwicklung

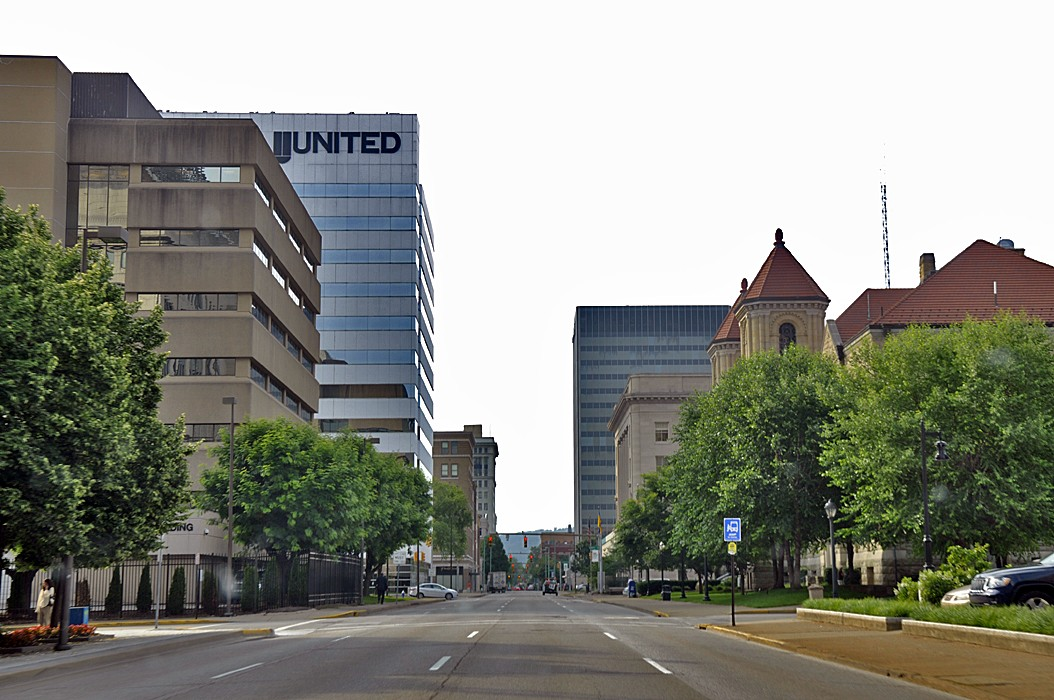
Downtown Charleston

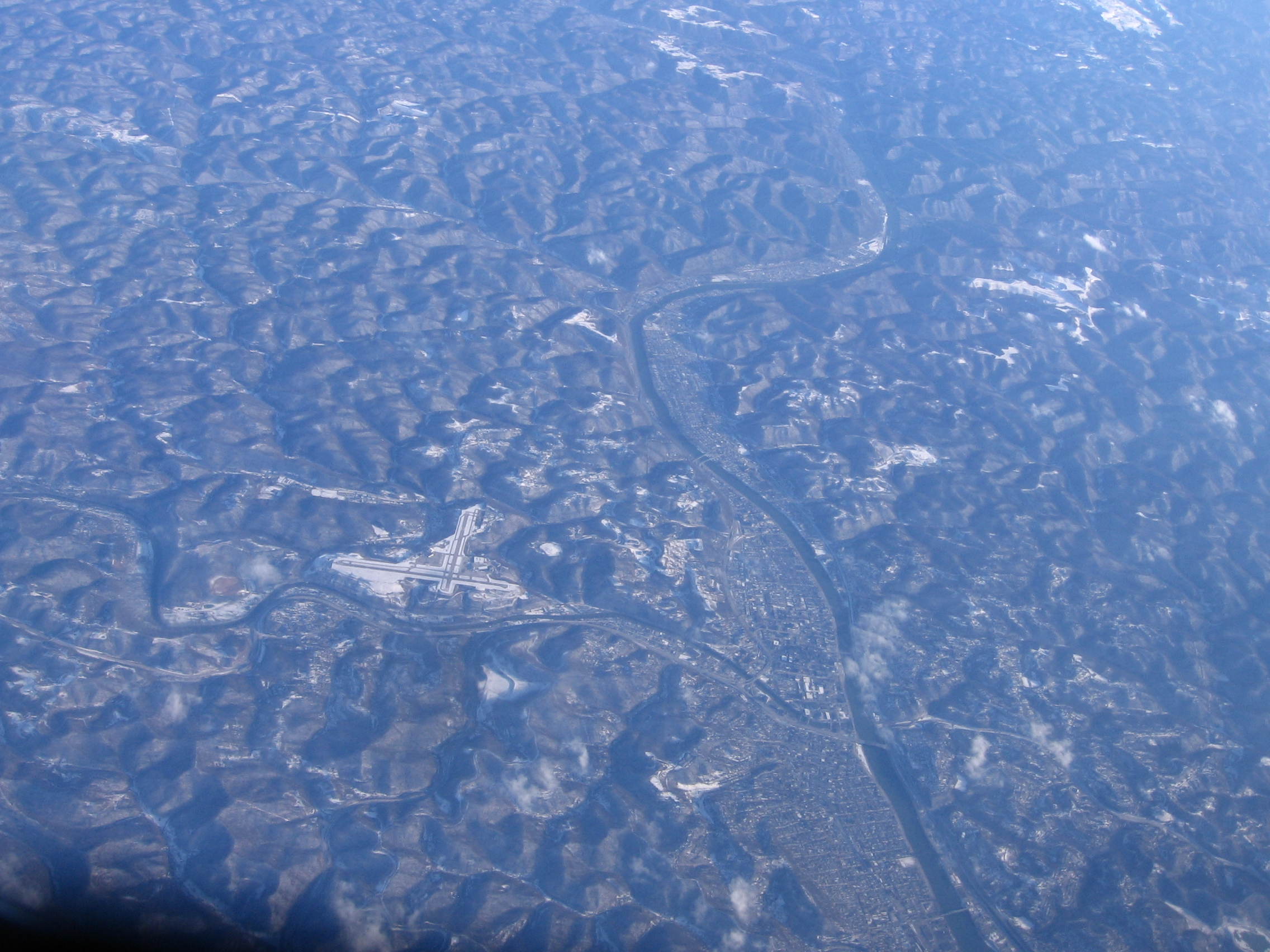
Luftbild von Charleston, 2009

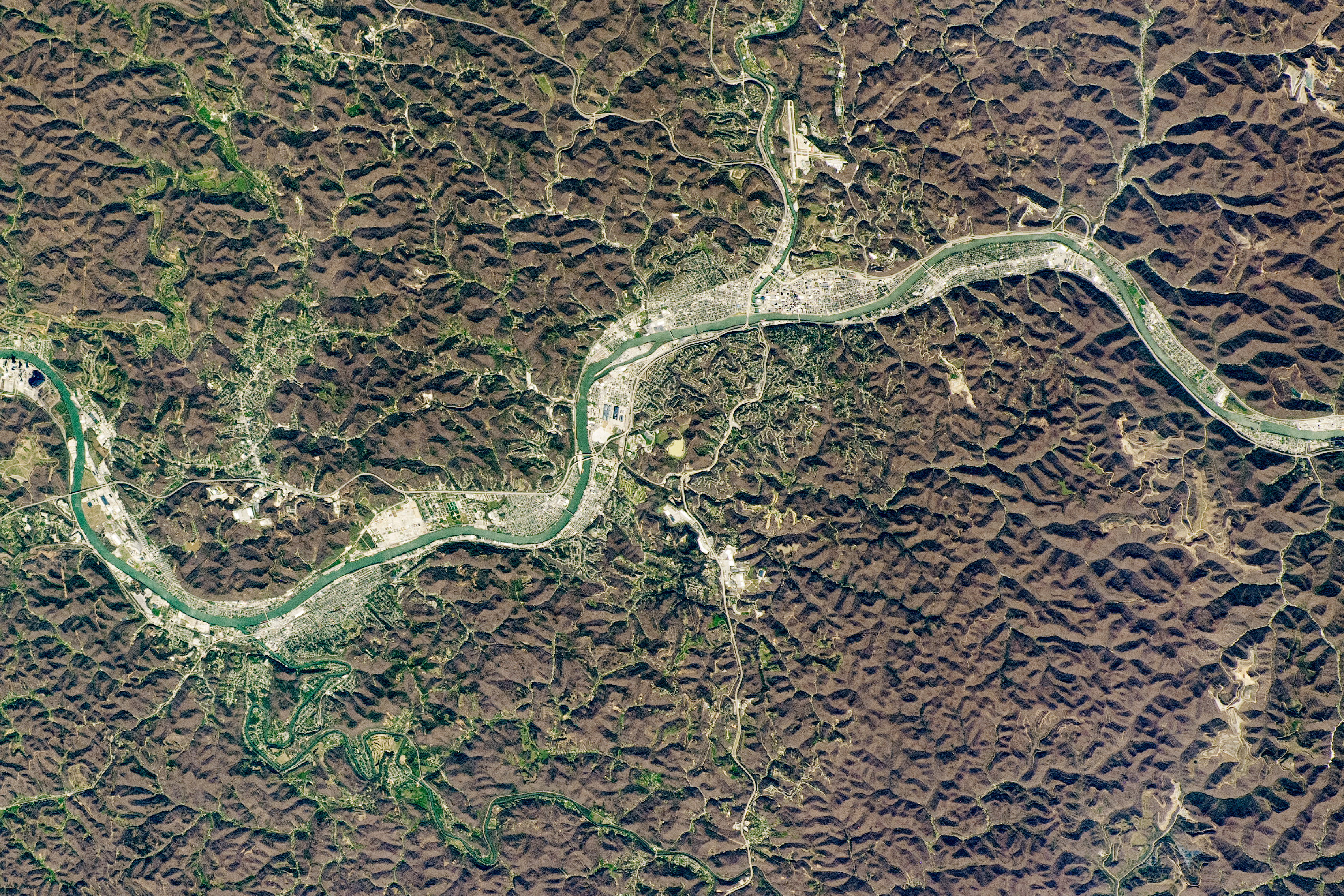
Charleston und Umgebung, von der ISS

1895 wurde das erste Kapitol eröffnet. Nach einem verheerenden Brand 1921 wurde ein zweites Kapitol errichtet, das 1927 wiederum niederbrannte. Anschließend wurde der Bau eines Kapitols im italienischen Renaissancestil mit vergoldeter Kuppel von 90 Metern Höhe beschlossen, das am 20. Juni 1932 eingeweiht wurde.
Die größte Einwohnerzahl von etwa 86.000 erreichte die Stadt in den 1960er Jahren. Seither hat ein Bevölkerungsschwund für einen Verfall ganzer Stadtvierteln gesorgt. Seit den 1980er Jahren laufen städtische Revitalisierungsprogramme, durch die mehrere Einkaufszentren sowie das Clay Center, ein Kultur- und Bildungszentrum, errichtet wurden.

### Einwohnerentwicklung
| Jahr | Einwohner |
| ---- | --------- |
| 1900 | 11.099    |
| 1920 | 39.608    |
| 1960 | 85.796    |
| 1980 | 63.968    |
| 1990 | 57.287    |
| 2000 | 53.421    |
| 2010 | 51.400    |
| 2020 | 48.864    |

Die Metropolregion Charleston (das Charleston Metropolitan Statistical Area) umfasst die Countys Kanawha, Boone und Clay und hatte 2011 ca. 240.000 Einwohner, davon ca. 93 Prozent Weiße und 5 Prozent Afroamerikaner.

## Lage und Klima
Charleston liegt recht zentral im Bundesstaat am Kanawha River, eine Autostunde entfernt von Parkersburg, Huntington und Beckley, mit gutem Anschluss an die drei Interstate Highways I-64, I-77 und I-79, die den Staat durchqueren.
|                       | Jan  | Feb  | Mär  | Apr  | Mai   | Jun  | Jul   | Aug   | Sep  | Okt  | Nov  | Dez  |   |         |
| Mittl. Tagesmax. (°C) | 5,1  | 7,4  | 13,7 | 19,3 | 24,2  | 28,4 | 29,8  | 29,1  | 26,0 | 20,1 | 14,1 | 7,8  | ⌀ | 18,8    |
| Mittl. Tagesmin. (°C) | −5,0 | −3,5 | 1,7  | 6,0  | 10,8  | 15,4 | 18,0  | 17,4  | 13,6 | 6,8  | 2,4  | −2,2 | ⌀ | 6,8     |
|                       |      |      |      |      |       |      |       |       |      |      |      |      |   |         |
| Niederschlag (mm)     | 73,9 | 77,2 | 92,2 | 84,1 | 100,1 | 91,2 | 126,7 | 101,9 | 82,3 | 73,4 | 91,2 | 86,1 | Σ | 1.080,3 |
|                       |      |      |      |      |       |      |       |       |      |      |      |      |   |         |
| Regentage (d)         | 11,1 | 10,5 | 11,0 | 11,1 | 10,6  | 9,0  | 10,4  | 9,0   | 8,1  | 8,0  | 9,6  | 10,9 | Σ | 119,3   |

| −5,0 |

| −3,5 |

| 1,7 |

| 6,0 |

| 10,8 |

| 15,4 |

| 18,0 |

| 17,4 |

| 13,6 |

| 6,8 |

| 2,4 |

| −2,2 |

| −5,0 |

| −3,5 |

| 1,7 |

| 6,0 |

| 10,8 |

| 15,4 |

| 18,0 |

| 17,4 |

| 13,6 |

| 6,8 |

| 2,4 |

| −2,2 |

## Wirtschaft
Die Wirtschaft Charlestons ist von Industrie geprägt, vor allem von Chemieindustrie (DuPont de Nemours, Union Carbide) mit Science Park und Glasindustrie. Neben Elektrizitätswirtschaft (Appalachian Power) spielen Druckereien und der Tourismus eine Rolle.

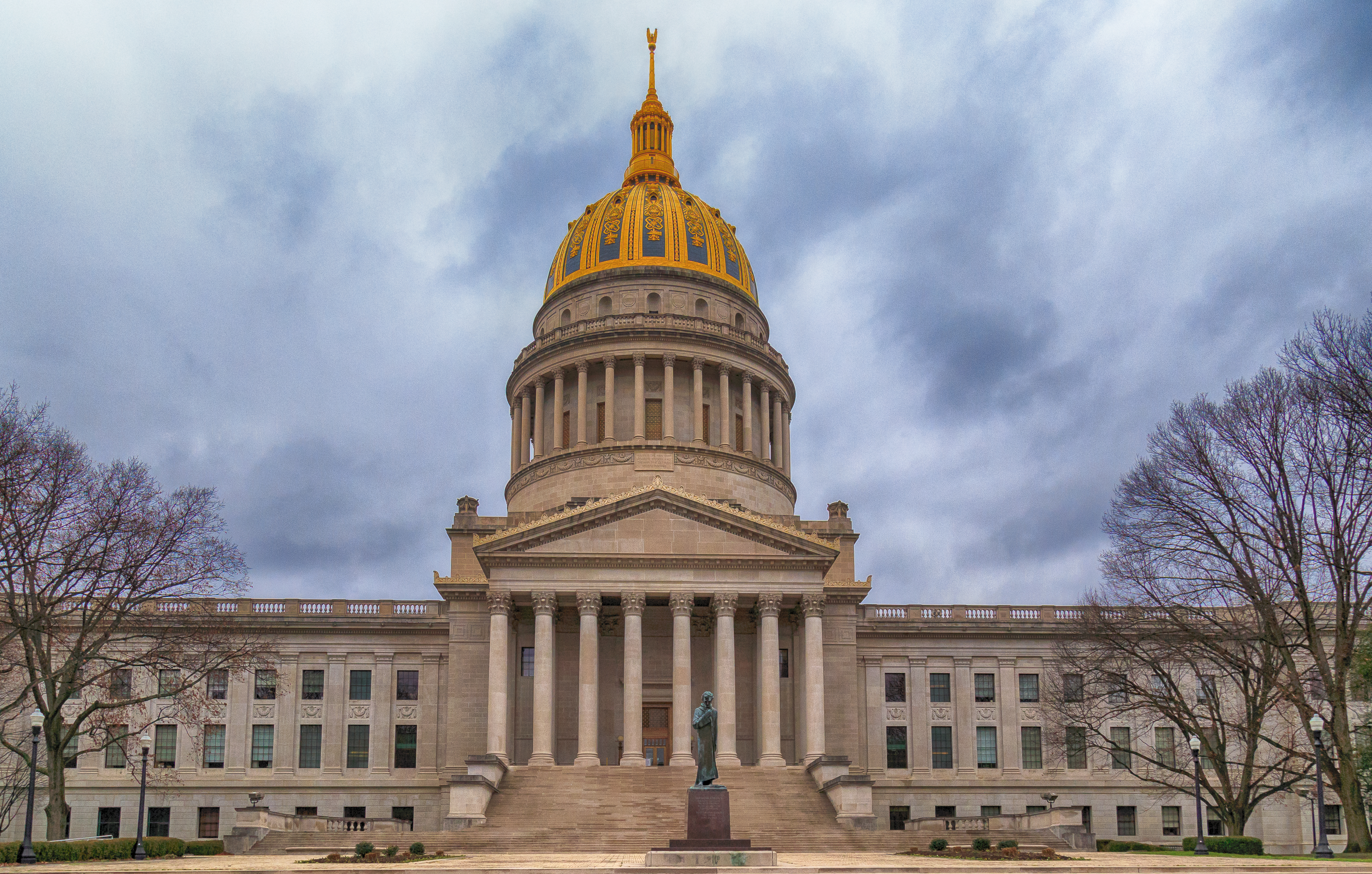
West Virginia State Capitol (2016)

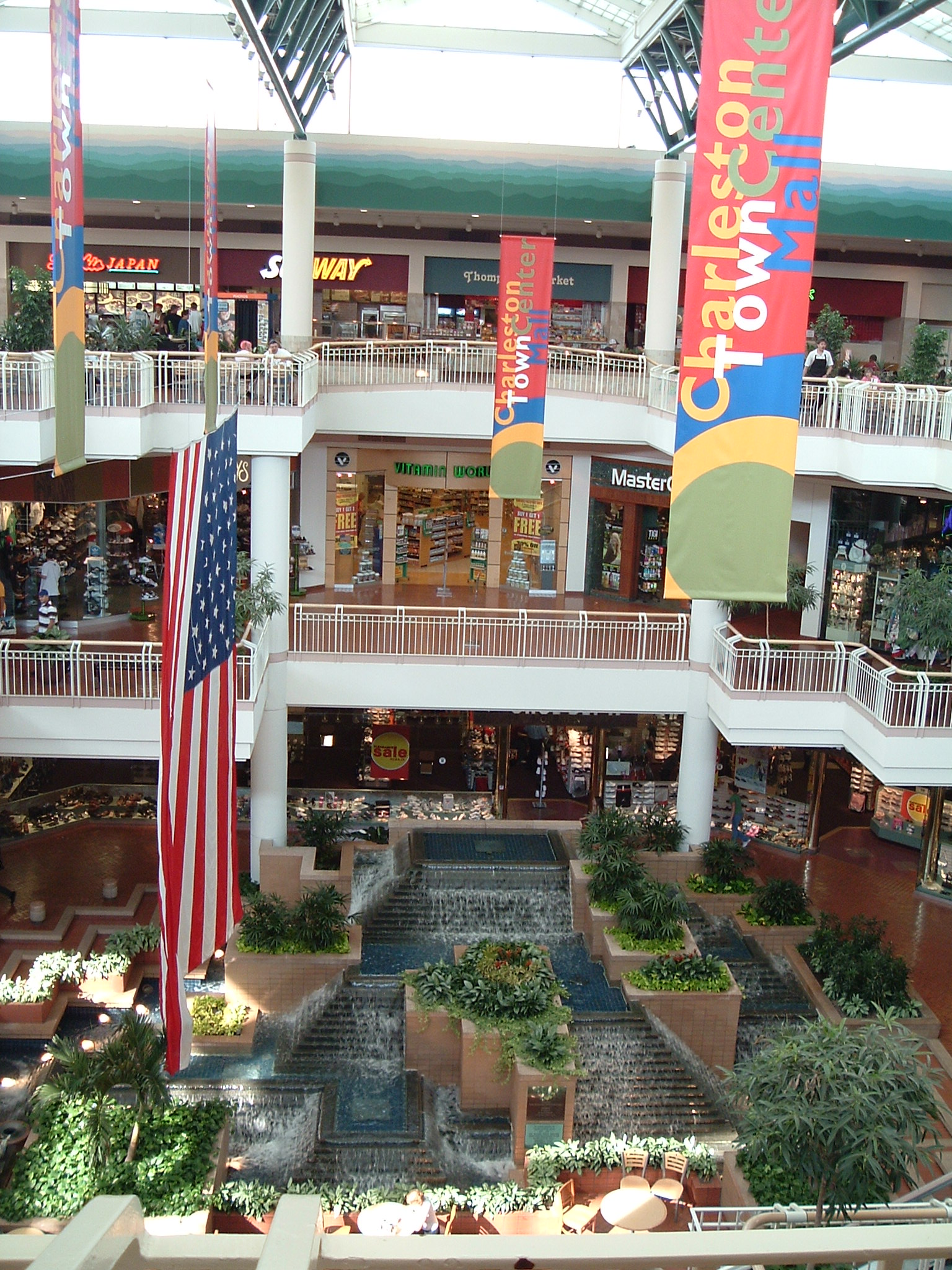
Charleston Town Center

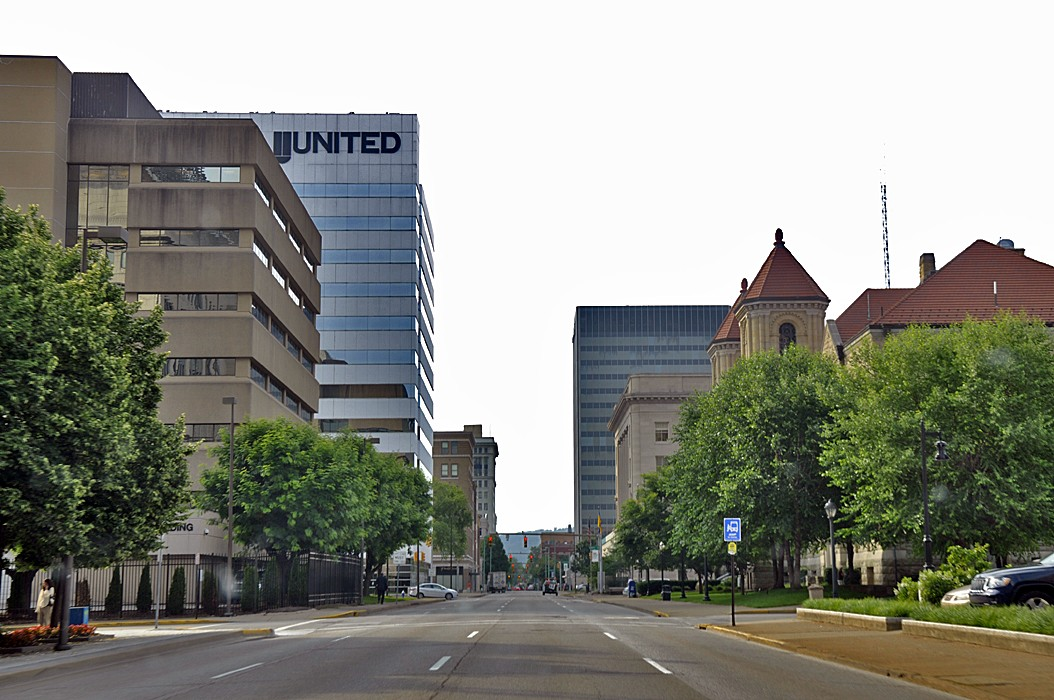
Straße im Stadtzentrum

## Verkehr
Etwa sechs Kilometer östlich der Stadt befindet sich der Yeager Airport.

## Sehenswürdigkeiten
- West Virginia State Capitol (89 Meter)
- Capital Market
- Town Center Mall and Civic Center
- Clay Center (Kultur- und Bildungszentrum) mit dem Sunrise Museum (naturwissenschaftliches Museum)
- East End Historical District
- Kanawha State Forest
- Kanawha River
- Downtown

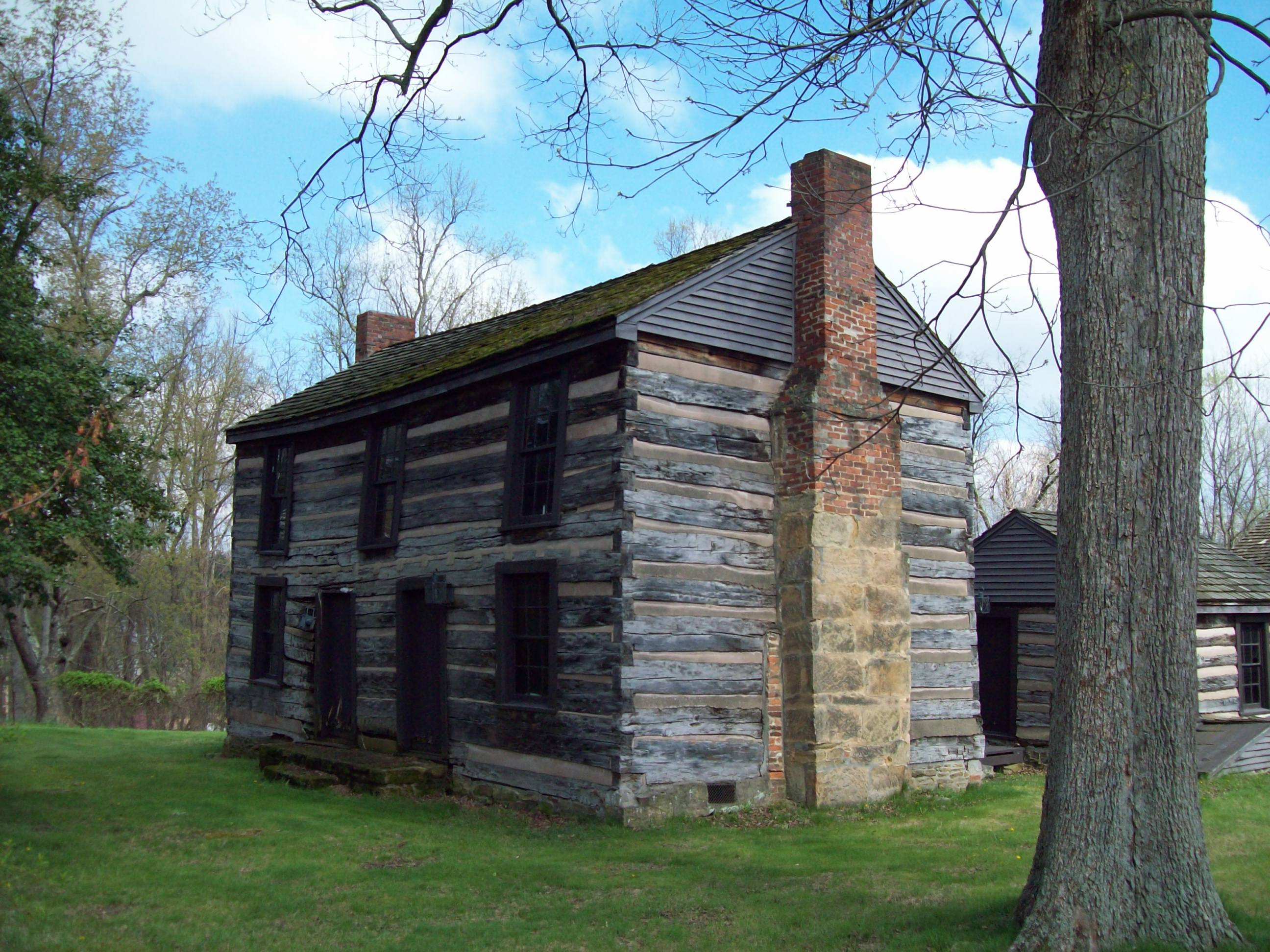
William S. Gilliland Log Cabin and Cemetery ist einer von 52 Einträgen der Stadt im NRHP.

Der National Park Service weist für Charleston 52 Bauwerke und Stätten im National Register of Historic Places (NRHP) aus (Stand 14. November 2018).

## Namensvarianten
Die Stadt besitzt einige Bezeichnungsvarianten:
- Charles Town[7]
- Charleston-on-the-Kanawha[7]
- Charlestown[7]
- Clendenin’s Settlement[8]
- Clendenins Fort[9]
- Clendenins Settlement[7]
- Fort Clendennin[10]
- Fort Lee[11]
- Kanawha[7]
- Kanawha Court House[12]
- Mouth of Elk[13]
- The Town at the Mouth of Elk[7]

## Sonstiges
- Sitz eines methodistischen und eines anglikanischen Bischofs
- Universität Charleston, Konservatorium und Kunsthochschule
- Flughafen „Yeager-Airport“, IATA-Flughafencode CRW

## Städtepartnerschaften
Banská Bystrica in der Slowakei ist seit 2010 Partnerstadt von Charleston.

## Söhne und Töchter der Stadt
- George W. Atkinson (1845–1925), 10. Gouverneur von West Virginia
- Theodore A. Peyser (1873–1937), Politiker
- Lewis Lichtenstein Strauss (1896–1974), Politiker und Vorsitzender der Atomenergiebehörde
- Ainsworth O’Brien Moore (1897–1936), Klassischer Philologe
- Tommy Benford (1905–1994), Jazzmusiker, Vertreter des Traditionellen Jazz
- Cuba Austin (1906–1961), Jazz-Schlagzeuger
- Keg Purnell (1915–1965), Schlagzeuger
- John M. Slack (1915–1980), Politiker
- Earl Songer (1916–1972), Country-Musiker
- Mary Lee Settle (1918–2005), Schriftstellerin
- Red Sovine (1918–1980), Country-Sänger
- John Weakland (1919–1995), Chemiker, Anthropologe und Mitgründer der Palo-Alto-Gruppe
- Douglas Dick (1920–2015), Schauspieler, Drehbuchautor, später Psychiater
- George A. Miller (1920–2012), Psychologe und Professor an der Princeton University
- Leon Sullivan (1922–2001), Baptistenpastor und Bürgerrechtler
- William Hoffman (1925–2009), Schriftsteller
- Thomas Jonathan Jackson Altizer (1927–2018), Religionswissenschaftler
- Robert Drasnin (1927–2015), Komponist und Dirigent
- George Crumb (1929–2022), Komponist
- James M. Bobbitt (1930–2021), Chemiker
- Allison Hayes (1930–1977), Filmschauspielerin und Fotomodell
- Sara Jane Moore (* 1930), Attentäterin; versuchte den Präsidenten Gerald Ford zu ermorden
- Iris Bell (1934–2008), Musikerin
- Rod Hundley (1934–2015), Basketballspieler und Radiokommentator
- John G. Hutchinson (1935–2024), Politiker
- Lawrence Eugene Brandt (1939–2025), römisch-katholischer Geistlicher, Bischof von Greensburg
- Gaston Caperton (* 1940), Politiker
- Robert Nugent Lynch (* 1941), römisch-katholischer Geistlicher, emeritierter Bischof von Saint Petersburg
- Conchata Ferrell (1943–2020), Theater-, Film und Fernsehschauspielerin
- Jon McBride (1943–2024), Astronaut
- John E. Moore (* 1943), Politiker
- Lewis C. Cantley (* 1949), Biochemiker
- Daniel Webster (* 1949), Politiker
- Carolyn Gordon (* 1950), Mathematikerin
- Shelley Taylor Morgan (* 1950), Schauspielerin
- Ellen Mosley-Thompson (* 1952), Geographin und Paläoklimatologin
- Ann Magnuson (* 1956), Schauspielerin und Sängerin
- Vicky Hamilton (* 1958), Musikmanagerin
- Chip Cravaack (* 1959), Politiker
- Karla Drenner (* 1961), Politikerin
- Anne White (* 1961), Tennisspielerin
- Randy Barnes (* 1966), Kugelstoßer, Olympiasieger 1996 und ehemaliger Weltrekordhalter
- Brad Bridgewater (* 1973), Schwimmer, Olympiasieger 1996
- Sarah E. Feinberg (* 1977), Politologin, Administratorin (Leiterin) der staatlichen amerikanischen Eisenbahnbehörde Federal Railroad Administration
- William Frischkorn (* 1981), Radrennfahrer
- Nick Noble (* 1984), Fußballtorhüter
- Alexis Hornbuckle (* 1985), Basketballspielerin